# Terence Todman

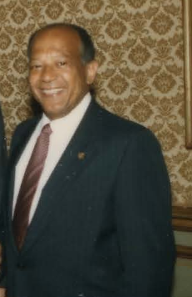
Terence Todman (1985)

Terence Alphonso Todman, Sr. (* 13. März 1926 in Saint Thomas, Amerikanische Jungferninseln; † 13. August 2014 ebenda) war ein US-amerikanischer Diplomat, der unter anderem zwischen 1977 und 1978 als Assistant Secretary of State for Inter-American Affairs Leiter der Unterabteilung Interamerikanische Angelegenheiten im US-Außenministerium, zuvor von 1969 bis 1972 Botschafter der Vereinigten Staaten im Tschad, von 1972 bis 1975 Botschafter der Vereinigten Staaten in Guinea, von 1975 bis 1977 Botschafter der Vereinigten Staaten in Costa Rica.
Im Anschluss an seine Zeit als Unterstaatssekretär war er von 1978 bis 1983 Botschafter der Vereinigten Staaten in Spanien sowie von 1983 bis 1989 Botschafter in Dänemark war. Zuletzt war er zwischen 1989 und 1993 Botschafter in Argentinien und bekam in dieser Verwendung 1989 den Titel Career Ambassador verliehen, der höchste Rang im auswärtigen Dienst.

## Leben

### Herkunft, Studium und Beginn der diplomatischen Laufbahn
Terence Alphonso Todman, Sr., entstammte einfachen Verhältnissen und war der Sohn des Lebensmittelkaufmanns Alphonso Todman und des Hausmädchens Rachael Callwood. Nachdem er 1944 die Charlotte Amalie High School in Saint Thomas abgeschlossen hatte, leistete er zwischen 1945 und 1949 Militärdienst in der US Army. Im Anschluss begann er ein Studium der Politikwissenschaften an der Interamerican University of Puerto Rico, das er 1951 mit einem Bachelor of Science (BS Political Science) „summa cum laude“ beendete. Ein darauf folgendes postgraduales Studium der Verwaltungswissenschaft an der Maxwell Graduate School of Citizenship and Public Affairs der Syracuse University schloss er 1952 mit einem Master of Public Administration (MPA) ab.
Danach trat er 1952 in den diplomatischen Dienst des Außenministeriums (US Department of State) ein und war zunächst Referent im Indien-Referat sowie danach zwischen 1957 und 1960 Attaché für politische Angelegenheiten an der Botschaft in Indien. Nachdem er 1960 in Tunis eine Ausbildung in der arabischen Sprache absolviert hatte, war er von 1961 bis 1965 Attaché für politische Angelegenheiten an der Botschaft in Tunesien. Danach fungierte er zwischen 1965 und 1968 als Ständiger Vertreter des Botschafters (Deputy Chief of Mission) in Togo und war nach seiner Rückkehr von 1968 bis 1969 kurzzeitig Leiter des Referats Ostafrika (Director of the Office of East African Affairs) der Unterabteilung Afrika.

### Botschafter undAssistant Secretary of State
Am 8. Juli 1969 wurde Todman erstmals zum Botschafter ernannt, und zwar zum Botschafter der Vereinigten Staaten im Tschad, wo er am 21. August 1969 als Nachfolger von Sheldon B. Vance seine Akkreditierung überreichte. Er bekleidete dieses Amt bis zum 29. Juni 1972 und wurde danach von Edward W. Mulcahy abgelöst. Er selbst wurde daraufhin am 27. Juli 1972 zum Botschafter in Guinea ernannt und übergab dort als Nachfolger von Albert W. Sherer sein Beglaubigungsschreiben. Er hatte diese Funktion bis zum 3. Januar 1975 inne, woraufhin William C. Harrop seine Nachfolge antrat. Daraufhin erfolgte am 18. Dezember 1974 seine Berufung zum Botschafter in Costa Rica und übergab als Nachfolger von Viron P. Vaky am 17. März 1975 seine Akkreditierung. Er verblieb auf diesem Posten bis zum 24. Januar 1977 und wurde daraufhin von Marvin Weissman abgelöst.

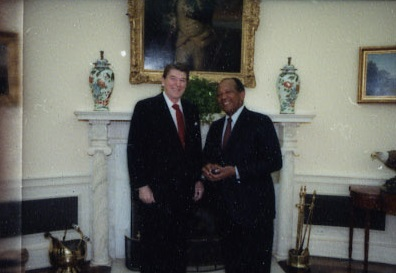
Terence Todman (rechts) im Gespräch mit US-Präsident Ronald Reagan im Oval Office des Weißen Hauses (1985)

Nach seiner Rückkehr wurde Terence Todman am 23. März 1977 als Assistant Secretary of State for Inter-American Affairs Leiter der Unterabteilung Interamerikanische Angelegenheiten im Außenministerium und trat diese Funktion am 1. April 1977 als Nachfolger von Harry W. Shlaudeman offiziell an. Er hatte dieses Amt bis zum 27. Juni 1978 inne und wurde danach Viron P. Vaky abgelöst. Anschließend wurde er am 25. Mai 1978 zum Botschafter der Vereinigten Staaten in Spanien ernannt und überreichte dort am 20. Juli 1978 als Nachfolger von Wells Stabler sein Beglaubigungsschreiben. Er übte diese Funktion fünf Jahre lang bis zum 8. August 1983 aus und wurde anschließend von Thomas O. Enders abgelöst.
Danach erfolgte am 3. Oktober 1983 Todmans Ernennung zum Botschafter in Dänemark, wo er am 17. November 1983 als Nachfolger von John Langeloth Loeb seine Akkreditierung übergab. Er bekleidete diesen Posten bis zum 8. Januar 1989, woraufhin Keith L. Brown ihn ablöste. Zuletzt wurde er am 20. April 1989 zum Botschafter in Argentinien berufen und überreichte hier am 13. Juni 1989 sein Beglaubigungsschreiben als Nachfolger von Theodore E. Gildred. Er behielt diese Funktion bis zum 28. Juni 1993 und trat danach in den Ruhestand. Sein Nachfolger als Botschafter wurde James Richard Cheek. In dieser Verwendung wurde ihm am 6. November 1989 der Titel Career Ambassador verliehen, der höchste Rang im auswärtigen Dienst.
Nach seinem Eintritt in den Ruhestand engagierte sich Todman für die American Academy of Diplomacy, den Council on Foreign Relations sowie die National Endowment for Democracy. Er war verheiratet. Aus seiner Ehe mit Doris Weston gingen die beiden Söhne Terence, Jr. und Michael sowie die beiden Töchter Patricia Ann und Kathryne hervor.

## Veröffentlichung
- U.S. relations in the Caribbean. Statement, 1977